# Orquestra Filarmônica Armeniana

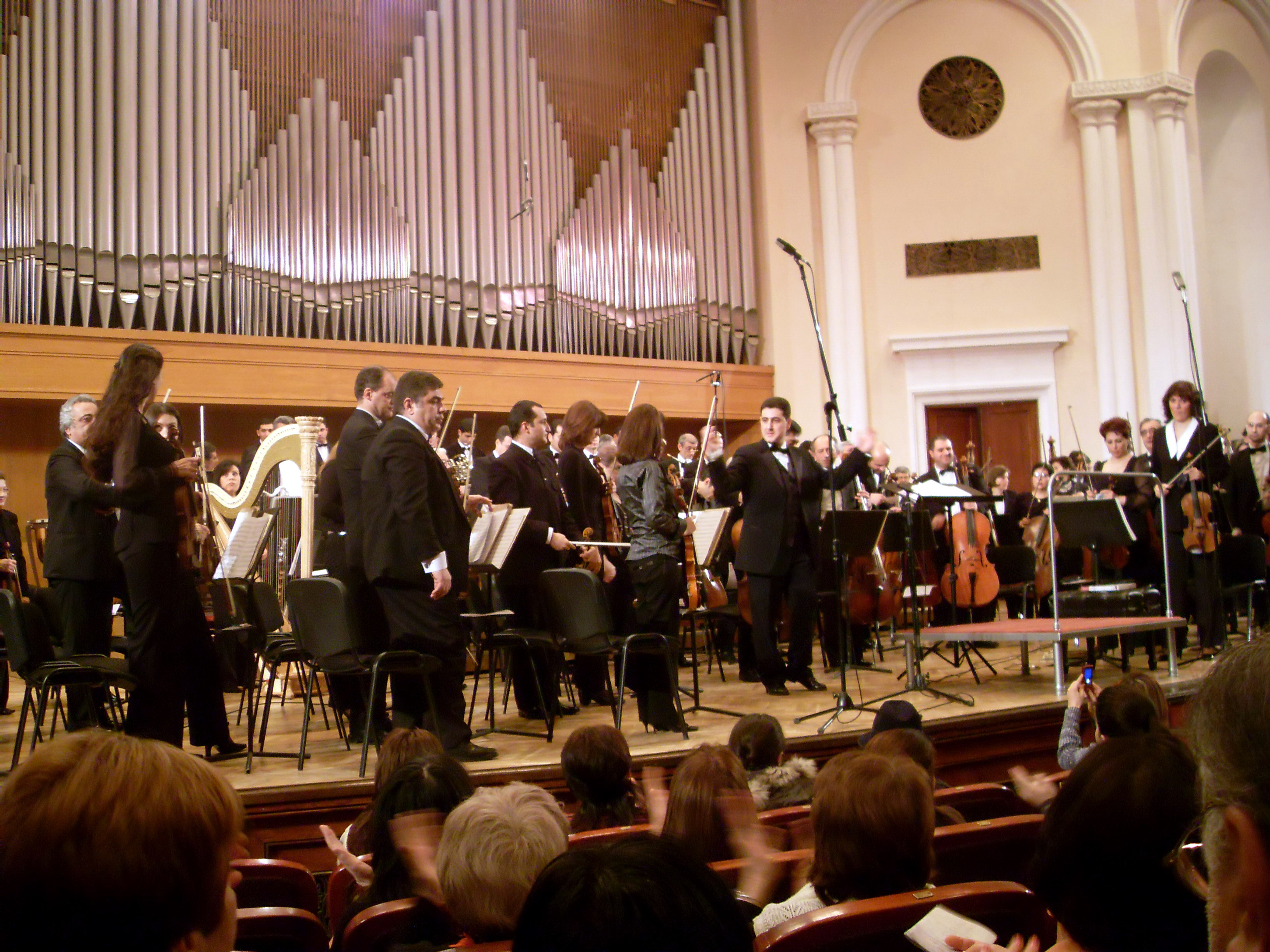
Orquestra Filarmônica Armeniana

A Orquestra Filarmônica Armeniana é a orquestra nacional da Armênia. A orquestra foi fundada em 1925 como a orquestra do Conservatório Estatal de Yerevan. Entre os maestros que passaram pela orquestra estão Arshak Adamian, Alexander Spendiarian, Ohan Durian, Valeri Gergiev, Loris Tjeknavorian, etc. Artistas famosos que passaram pela orquestra são David Oistrach, Svyatoslav Richter, Mstislav Rostropovich, David Geringas, Boris Berezovsky, entre outros. Aram Khachaturian e Dmitri Kabalevsky foram maestros que regeram seus trabalhos com a orquestra.

## Maestros
- Eduard Topchjan (2000–)
- Loris Tjeknavorian (1999–2000)
- Michael Avetissian (1998–1999)
- Loris Tjeknavorian (1989–1998)
- Vahagn Papian (1987–1989)
- Martin Nersissian (1986–1987)